# Oláh János (judaista)
Oláh János (Kölesd, 1959. november 23. – Budapest, 2020. október 2.) judaista, egyetemi tanár, a zsidó vallástudományok doktora (2008), az MTA Köztestületi tagja, 24 éven keresztül az Országos Rabbiképző – Zsidó Egyetem tanára, amelynek hat éven keresztül rektorhelyettese volt.

## Életpályája[1]
1959. november 23-án született a Tolna megyei Kölesden. A helyi általános iskola elvégzését követően tanulmányait a tatabányai Szabó József Geológiai Szakközépiskolában folytatta, ahol 1978-ban tett érettségit. 1978 és 1988 között a Mecseki-, a Tatabányai- és az Oroszlányi Szénbányák Vállalatnál dolgozott földalatti fizikai-, majd fúrómesteri- és geológusi munkakörökben. Az első évfolyam tagjaként, 1990 és 1994 között esti tagozaton elvégezte az Országos Rabbiképző Intézet Pedagógiumának judaisztika tanári szakját.
1993 és 2009 között a Lauder Javne Zsidó Közösségi Iskola judaisztika tanára, judaisztika és héber nyelvi munkaközösségének vezetője, a 12 évfolyamos iskola judaisztika tantervének kidolgozója. Tanulmányait folytatva az Országos Rabbiképző – Zsidó Egyetemen, 2002-ben zsidó művelődéstörténet szakos előadóként diplomázott, 2008-ban pedig zsidó vallástudományok doktora (PhD) fokozatot szerzett. 1995-től haláláig oktatott az Országos Rabbiképző – Zsidó Egyetemen. 2001-ben főiskolai docenssé, 2005-ben egyetemi docenssé, 2012-ben általános rektorhelyettessé, 2014-ben egyetemi tanárrá, 2018-ban rektorhelyettessé nevezték ki. Az egyetem Judaisztikai Tanszékének megalapítója, a judaisztika alapszak kidolgozója, 2006-tól szakfelelőse, 2016-tól a Judaisztika Tanszék tanszékvezető egyetemi tanára volt.
Rendszeresen oktatott más hazai egyetemeken, szabadegyetemeken, valamint előadóként és az ünnepek levezetőjeként segítette a budapesti, vidéki és határon túli magyar zsidóság hitéletét.
2010 és 2018 között tagja volt a Magyar Felsőoktatási Akkreditációs Bizottság (MAB) Hittudományi Bizottságának, 2013-tól pedig rendszeresen részt vett a Magyar Rektori Konferencia munkájában is.

## Kutatási területe[1]
Zsidó vallástudományi, néprajzi, történeti témájú tanulmányai, beszédei, tudományos és tudománynépszerűsítő előadásai, cikkei, recenziói évkönyvekben, konferenciakötetekben, folyóiratokban és önálló könyvek formájában egyaránt megjelentek. Tudományos érdeklődése a 2000-es évek közepétől az Országos Rabbiképző – Zsidó Egyetem egykori tanárainak, vezetőinek életútja, szakmai munkássága felé fordult.
A kutatásnak és az írásnak a Gabbiano Print Nyomda és Kiadó Kft. által elindított Magyar Zsidó Tudományok könyvsorozat adott keretet. Szerkesztőként, valamint az előszó, bevezető tanulmány szerzőjeként segítette a Rabbiképző professzorai, tanárai, végzettjei (Bacher Vilmos, Blau Lajos, Bloch Mózes, Guttmann Mihály, Hevesi Simon, Kaufmann Dávid, Kohlbach Bertalan és Weisz Miksa) által írt művek reprint kiadásban való megjelentetését. A sorozatnak 2018-ig 12 kötete jelent meg. Kohn, a bányász című művében a magyarországi szénbányászat úttörői és felvirágoztatói közé tartozó, sok esetben méltatlanul elfeledett zsidó származású személyiségek életét és munkásságát kutatta fel és dokumentálta. Angyalok, démonok, amulettek, adalékok, homíliák címmel 2020-ban tudományos és homiletikai életművének legjavát, az utolsó 15 évben különböző kiadványokban megjelent és részint még nem publikált írásait, beszédeit rendezte egy kötetbe.
Oláh János a szerzője annak a nyolc kiadást megélt, Judaisztika címet viselő tankönyvnek, amely diákok, egyetemi hallgatók sokaságához eljutva évtizedeken keresztül segítette a zsidó kultúra és hagyomány alapjainak elsajátításában az érdeklődőket.

## Tagságai
- Magyar Hebraisztikai Társaság, rendes tag
- L. A. Pincus Jewish Education Fund for the Diaspora, felügyelő tag
- „Legyen jobb a gyerekeknek!” Nemzeti Stratégia Értékelő Bizottság, tag
- Komárom-Esztergom megyei Magyar–Izraeli Baráti Társaság, tiszteletbeli elnök

## Díjai, elismerései
- Bányász Szolgálati Érdemérem bronz fokozata
- Kiváló Dolgozó
- Szakma Ifjú Mestere
- Pedagógus kutatói pályadíj (2006)
- Kehila-díj (2009)
- Scheiber Sándor-díj (2015)

## Főbb művei
- Judaisztika (1998, 1999, 2002, 2003, 2004, 2005, 2009, 2019), Budapest: Gabbiano Print Nyomda és Kiadó Kft.
- Jónás könyve (2004), Budapest: Gabbiano Print Nyomda és Kiadó Kft.
- Kohn, a bányász (2012) Budapest: Gabbiano Print Nyomda és Kiadó Kft.
- Kicsi zsidó-magyar vademecum (2019) Budapest: Gabbiano Print Nyomda és Kiadó Kft.
- Angyalok, démonok, amulettek, adalékok, homíliák (2020) Budapest: Gabbiano Print Nyomda és Kiadó Kft.
- Új zsidó Plutarkhosz. Az Országos Rabbiképző Intézet és jogutódja, az Országos Rabbiképző – Zsidó Egyetem tanári karának elnökéről, ügyvezető igazgatóiról, igazgatóiról, főigazgatóiról és rektoráról; Gabbiano Print, Budapest, 2020

## Emlékezete
Emléke, szellemisége, oktatói, kutatói és tudományszervezési tevékenysége iránti tiszteletüket kifejezve, a Gabbiano Print Nyomda és Kiadó Kft., az Alapítvány a zsidó jövőért, valamint kollégái, pályatársai és tanítványai 2022-ben ,,Kölesdről indultam...'' Születésnapi emlékkötet Prof. Dr. Oláh János z"l tiszteletére címmel szerkesztettek számára emlékkötetet, amelynek bemutatójára 2022. november 28-án került sor a Magyar Tudományos Akadémia Székházában.